# L'homme qui plantait des arbres (filme)
L'homme qui plantait des arbres (no Brasil, O Homem que Plantava Árvores) é um filme de animação em curta-metragem canadense de 1987 dirigido por Frédéric Back e escrito por Jean Roberts. Baseado no conto alegórico homônimo, de Jean Giono, venceu o Oscar de melhor curta-metragem de animação na edição de 1988.